# Krai Occidental

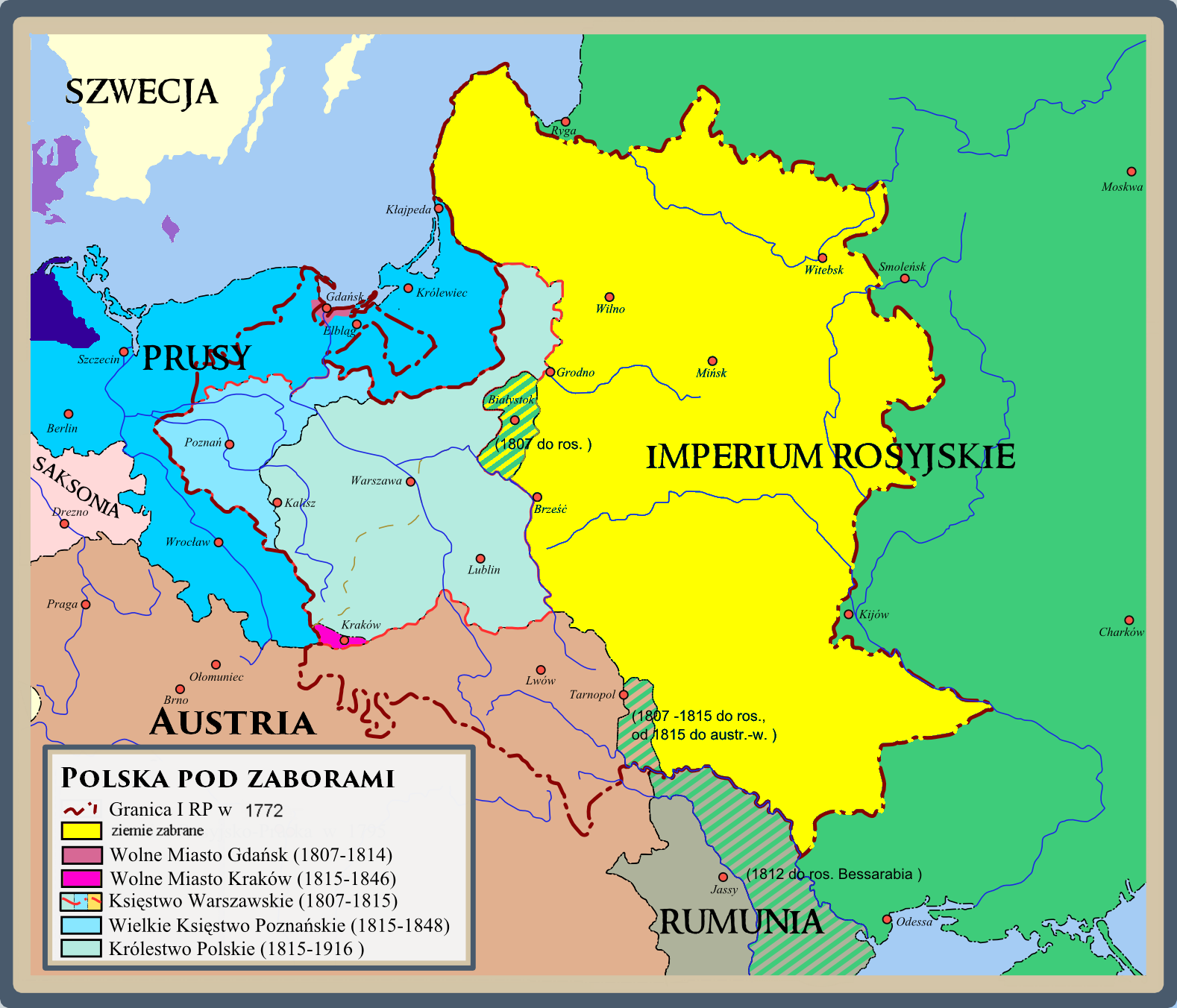
Krai Occidental (amarillo).

Las tres particiones de Polonia.

Krai Occidental (en ruso: Западный край) fue un nombre no oficial para las partes más occidentales del Imperio ruso, excluyendo el territorio de la Polonia del Congreso. El término englobaba las tierras anexadas por el Imperio ruso durante las sucesivas particiones de la Mancomunidad de Polonia-Lituania al final del siglo XVIII, en 1772, 1793 y 1795. Esta área era conocida en Polonia como Ziemie Zabrane (Tierras Tomadas, o Robadas) pero más a menudo  se refieren a ellas en la historiografía polaca y de manera común como Zabór Rosyjski (literalmente incautación rusa).
El krai Occidental estaba conformado por los siguientes territorios de la Mancomunidad de Polonia-Lituania:
- De la primera partición de Polonia (1772): Livonia (Latgale), parte del norte del voivodato de Polotsk, voivodatos de Mscisław y Vítebsk por completo, y parte suroriental del sur del voivodato de Minsk (aproximadamente 92.000 km²)
- De la segunda partición de Polonia (1793): parte restante del voivodato de Minsk, voivodatos de Kiev, Bracław y Vilna por completo, partes del voivodato de Podolia y partes orientales de los voivodatos de Wołyń y Brest Litovsk (aproximadamente 250.000 km²)
- De la tercera partición de Polonia (1795): todo los territorios al este del Río Bug -y después de 1807, el óblast de Belostok- (aproximadamente 120.000 km²)

Si bien nunca constituyó una subdivisión administrativa oficial (un krai) de Rusia, fue el nombre común de dos subdivisiones en esta región: krai del Noroeste y krai del Suroeste.
El territorio constó de nueve gubernias: seis ubicadas en Bierlorrusia y Lituania que conformaban el krai del Noroeste (Vilna, Kovno, Grodno, Minsk, Mogilev y Vítebsk) y tres en la actual Ucrania que constituían el krai del Suroeste (Volinia, Podolia y Kiev).
Debido a su estatus nacional, el krai Occidental tuvo algunas leyes especiales y elementos de gobierno.
Durante el reinado de Alejandro I de Rusia, los polacos prevalecieron en las provincias occidentales. Después de 1819, las gubernias de Grodno, Vilna (rus. Vilna, pol. Wilno), Minsk, Volinia (pol. Wołyń), Podolia (pol. Podole) y el óblast de Belostok quedaron bajo la administración del Gran Duque Constantine Pávlovich de Rusia. Todos los  cargos de la administración local estuvieron dominadas por polacos. Las familias nobles de la Mancomunidad de Polonia-Lituania (en polaco: Szlachta) tuvieron un amplio gobierno local y disfrutaron de muchos privilegios sociales, económicos y militares, a diferencia de las familias nobles en la Polonia del Congreso. Esta situación cambió dramáticamente con la Revuelta de Noviembre y más tarde con la Revuelta de Enero que estallaron en 1830 y 1863 respectivamente, y que fallaron ambas en su esfuerzo para restaurar un estado independiente el cual habría sido una clase  de sucesor de la Mancomunidad de Polonia-Lituania.
Con la caída del Imperio ruso y el fin de la Primera Guerra Mundial, los territorios del krai Occidental se convirtieron en una escena  de rivalidad militar y política entre varias naciones emergentes de Europa Oriental, la expansiva Unión Soviética y la renacida Segunda República Polaca. El Tratado de Riga puso el fin a esta rivalidad en 1921. A pesar de que las fronteras se establecieron como compromiso entre estabilidad política y aspiraciones nacionales, ninguno de los lados del tratado estuvieron satisfechos. En la nueva situación política de Europa de principios del siglo XX, la Mancomunidad de Polonia-Lituania no tuvo posibilidades de ser exitosamente restaurada. El mariscal Józef Piłsudski, aun así, buscando revivir el patrimonio cultural y político de la Mancomunidad, continuó por algún tiempo proseguir su plan (finalmente fallido) para la creación de una federación de los  países de Europa Central y Oriental, llamada Intermarium (Międzymorze).